# Jordan Niebrugge
Jordan Niebrugge (1993) is een Amerikaanse amateurgolfer.
Niebrugge werd op 4 augustus 1993 geboren in Bridgeton, Missouri, als zoon van  Rod en Judy Niebrugge en broer van Alyssa. Enkele jaren later verhuisden zijn ouders naar Mequon. 

## Amateur
Niebrugge kreeg verschllende studiebeurzen aangeboden (Georgia, Illinois, Michigan en Stanford) maar koos voor de Oklahoma State University; hij speelt college golf voor de Cowboys en won als amateur in 2011 het Wisconsin State Open. In 2013 won hij het US Amateur Public Links, wat beloond werd met een startbewijs voor de Masters, en speelde hij de Walker Cup, waar hij de singles won van Garrick Porteous en Jordan Smith.
In 2015 speelde Niebrugge het Brits Open. Vijf amateurs kwalificeerden zich voor de derde en vierde ronde, Paul Dunne stond zelfs na ronde 3 aan de leiding, maar Niebrugge eindigde als beste amateur op de gedeeld 6de plaats en won de Silver Medal. 

### Gewonnen
- 2010: W. Duncan Macmillan Classic
- 2011: Wisconsin State Open (als amateur)
- 2012: Wisconsin Boys State Championship
- 2013: US Amateur Public Links, Western Amateur, Wisconsin Match Play Championship, Wisconsin State Amateur
- 2014: Amer Ari Invitational in Hawaï
- 2015: NCAA New Haven Regional, Silver Medal